# Hōzō Nakajima
Hozo Nakajima (27 maggio 1904 – ...) è stato un regista giapponese.
Considerato un capo-saldo delle produzioni in muto giapponesi degli anni pre-bellici, vanta diverse produzioni dal 1932 al 1941. Fece debuttare come sceneggiatore il regista Kōzō Saeki.

## Filmografia parziale
- Obake dôshin (1930)
- Ai to nikushimi - Namida no sangeki (1932)
- Meikun dōchūki (1934)
- Kisoji no nagareboshi (1934)
- Chikai no ubaguruma (cortometraggio) (1939)
- Gonin no kangofu (1941)